# اچ‌ام‌اس پراویدنس (۱۷۹۱)
اچ‌ام‌اس پراویدنس (۱۷۹۱) (به انگلیسی: HMS Providence (1791)) یک کشتی بود که طول آن ۱۰۷ فوت ۱۰ اینچ (۳۲٫۸۷ متر) بود. این کشتی در سال ۱۷۹۱ ساخته شد.